# Oronsay (Schiff, 1951)
Die RMS Oronsay (II), später nur Oronsay, war ein 1951 in Dienst gestelltes Passagierschiff der britischen Reederei Orient Steam Navigation Company, das im Passagier-, Post- und Frachtverkehr von Großbritannien nach Australien eingesetzt wurde. 1975 wurde der Dampfer in Kaohsiung verschrottet.

## Geschichte

### Bau
Gebaut wurde die Oronsay auf der Werft Vickers Armstrong in Barrow-in-Furness. Sie war ein Schwesterschiff der 1948 gebauten Orcades. Kiellegung und Baubeginn waren im Jahr 1949. Nach der Schiffstaufe durch A. Anderson, die Frau des Vorstandsvorsitzenden der Reederei, fand am 30. Juni 1950 der Stapellauf des Neubaus statt. Am Morgen des 28. Oktobers desselben Jahres brach ein Feuer in der Isolierung des Laderaumes Nummer 2 aus. Die Löscharbeiten dauerten drei Tage und das Schiff bekam aufgrund der großen Mengen an eingedrungenem Löschwasser eine Schlagseite von 20 Grad. Um ein Kentern zu verhindern, wurden Löcher in die Außenhaut des Schiffes geschnitten, die ein Abfließen des Löschwassers ermöglichten. Aufgrund der Brandschäden verzögerte sich die Fertigstellung der Oronsay um rund zwei Monate. Nach dem Ende der Bauarbeiten wurden am 29. und 30. April 1951 die Probefahrten auf dem Clyde durchgeführt, bei denen das neue Schiff eine Höchstgeschwindigkeit von 23,23 Knoten erreichte.

### Einsatz
Am 3. Mai 1951 wurde das fertige Schiff in Tilbury an die Orient Line abgeliefert. Als RMS Oronsay begann das Schiff am 16. Mai unter dem Kommando von Kapitän Shurrock seine Jungfernfahrt nach Australien. Nach Zwischenstationen in Fremantle, Adelaide und Melbourne traf das Schiff am 18. Juni in Sydney ein.
Die von Brian O’Rourke gestaltete Inneneinrichtung wurde als besonders gelungen bezeichnet.
1960 übernahm P&O die Orient Line, woraufhin man das Schiff aus dem Liniendienst nahm. Bis 1964 führte das Schiff noch die traditionellen Farben der Orient Line, dann erhielt es einen weißen Außenbordsanstrich. Rund zehn weitere Jahre wurde die Oronsay als Kreuzfahrtschiff betrieben. Anfang Oktober 1975 trat das Schiff von Hongkong aus seine letzte Fahrt zum Schiffsabbrecher Nan Feng Steel Enterprise Company in Kaohsiung an, wo es am 7. des Monats zum Abbruch eintraf.